# Handpalmherkenning
Handpalmherkenning of aderpatroonherkenning van de hand is een opkomende vorm van biometrische identificatie. 
Deze vorm van identificatie is makkelijk toepasbaar en zeer veilig. Toch wordt deze techniek vaak gecombineerd met een verplicht pasje, sleutel of handtekening. Voornamelijk bij grote aantallen gebruikers.

## Hoe werkt handpalmherkenning
Handpalmherkenning maakt gebruik van de biometrische eigenschappen van de mens. Ieder mens heeft unieke karakteristieke eigenschappen, zoals een vingerafdruk, de iris, etc. Zo is ook het ader/haarvatenstelsel in de handpalm voor iedere persoon uniek. Moderne identificatietechnologieën maken nauwkeurige metingen en vergelijkingen van deze unieke menselijke kenmerken mogelijk.
De apparatuur brengt de structuur van de haarvaten in de hand in kaart en kan deze vergelijken met opgeslagen gegevens. Dit gebeurt door middel van infraroodtechnologie. De hemoglobine in het bloed bevat zuurstof zodra het van de longen door de slagaders naar de weefsels in het lichaam wordt getransporteerd. Zodra het bloed weer via de overige aders terugstroomt naar het hart, heeft het die zuurstof afgegeven. Aderpatroonherkenning maakt gebruik van dit verschil tussen zuurstofarme en zuurstofrijke hemoglobine. Zuurstofarme hemoglobine heeft namelijk de eigenschap dat het infrarood licht absorbeert. Hierdoor wordt het aderpatroon zichtbaar zodra er met een scanner infrarood licht op straalt.
Andere optische technieken kunnen ook lijnen, verdikkingen en dergelijke in de handpalm herkennen en opslaan, maar deze manier van herkenning/identificatie wordt meestal aangeduid als Handgeometrie.
Het aderpatroon in de handpalm is voor iedereen uniek, waardoor men het – door referentiepunten in het patroon op te slaan – kunt gebruiken als identificatiemiddel en beveiligingstechniek. Bij de meeste systemen die gebruik maken van aderpatroonherkenning wordt het aderpatroon als ‘image’ opgeslagen en al dan niet gecodeerd. Bij de Palm-ID daarentegen worden de gescande referentiepunten rechtstreeks opgeslagen in een zogeheten encrypted template; het aderpatroon wordt al in de scanner omgezet in code. Mede hierdoor heeft deze vorm van handpalm-aderpatroonherkenning een erg hoog beveiligingsniveau.

## Nadelen
Bloedvaten bieden een groot aantal differentiërende eigenschappen waardoor het aannemen van een valse identiteit door vervalsing uiterst moeilijk is. Een beperking van handpalmherkenning is dat hiervoor contact vereist is. Mensen moeten hun handpalm ergens opleggen en sommigen hebben daar toch een aversie tegen, mede uit hygiënische overwegingen. Tevens kan een reflectie van de infrarode stralen toegang bemoeilijken. In de praktijk komt het er op neer dat de camera enigszins beschermt moet worden voor lichtinvloeden.

## Voordelen
Om een goede scan van de structuur van de haarvaten te maken wordt infra-roodtechnologie gebruikt. Dit betekent dat er bloed door de aderen moet stromen, wil dit succesvol gedaan kunnen worden. De gebruiker moet dus in leven zijn, om door de beveiliging heen te komen. Dit is bij vingerafdrukherkenning bijvoorbeeld niet noodzakelijk.

## Toepassingen
- Aderpatroonherkenning van de hand wordt veel gebruikt voor toegangscontrole binnen de justitiesector, overheidsinstellingen, de bancaire sector en de gezondheidszorg. Ook in het reguliere bedrijfsleven wordt steeds meer gebruik gemaakt van deze vorm van biometrie.
- Fujitsu Siemens heeft een muis ontwikkeld die nog meer veiligheid moet bieden dan apparaten die voorzien zijn van een vingerafdrukscanner.[1] De muis is aanvankelijk bedoeld voor bedrijven in de financiële wereld, in de beveiliging en gezondheidszorg, maar er zijn ook plannen om de techniek onder te brengen in andere producten voor bedrijven en consumenten. Door de combinatie van handgeometrie en handpalmherkenning zegt Fujitsu Siemens zelf een fout-positief percentage van minder 0,00007% en een Fout-negatief percentage van maar 0,00004% te halen.
- Recogtech heeft op basis van de scanner van Fujitsu de Palm-ID ontwikkeld. De handpalmscanner biedt individuele gebruikers toegang tot ruimtes of data waarvoor zij autorisatie hebben. Hiertoe registreert de scanner het aderpatroon van de aangeboden handpalm, die als template naar de controller wordt doorgestuurd.
- Er vindt steeds meer discussie en onderzoek plaats naar het toepassen van handpalmherkenning op vuurwapens.[2]
- Met name Japan past steeds meer biometrie toe die een bijdrage levert aan een hogere maatschappelijke veiligheid. Japans grootste bank[3]  voerde in 2004 als eerste ter wereld contactloze handpalmherkenning in voor de identificatie voor geldtransacties.